# Кардаші (Синельниківський район)
Кардаші́ — село в Україні, у Синельниківському районі Дніпропетровської області. Входить до складу Миколаївської сільської громади. Населення становить 205 осіб. Колишній орган місцевого самоврядування - Дмитрівська сільська рада.

## Історія
12 червня 2020 року, відповідно до розпорядження Кабінету Міністрів України № 709-р від «Про визначення адміністративних центрів та затвердження територій територіальних громад Дніпропетровської області», увійшло до складу Миколаївської сільської громади.
19 липня 2020 року, в результаті адміністративно-територіальної реформи та ліквідації  Петропавлівського району, село увійшло до складу новоутвореного Синельниківського району.

## Географія
Село Кардаші знаходиться на лівому березі річки Чаплина, вище за течією примикає село Чумаки, нижче за течією на відстані 3,5 км розташоване село Дмитрівка. Річка в цьому місці пересихає, на неї зроблена велика загата. Через село проходить автомобільна дорога Т 0427.

## Населення

### Мова
Розподіл населення за рідною мовою за даними перепису 2001 року:
| Мова       | Кількість | Відсоток |
| ---------- | --------- | -------- |
| українська | 192       | 93.66%   |
| російська  | 8         | 3.90%    |
| вірменська | 4         | 1.95%    |
| білоруська | 1         | 0.49%    |
| Усього     | 205       | 100%     |